# L'interprete briccone
L'interprete briccone (L'Étrange Destin de Wangrin) è un romanzo di Amadou Hampâté Bâ, pubblicato nel 1973.

## Trama
Il racconto romanza le avventure di un amico dell'autore, figura ambigua, doppia, avventuriero coraggioso e sornione, vincitore magnanimo e avversario senza scrupoli, nell'Africa Occidentale Francese di inizio XX secolo.
Wangrin lavora per il governo coloniale francese, destreggiandosi continuamente fra i propri interessi, quelli dei capi locali, quelli dei francesi; fra l'Islam e l'animismo; fra l'avidità e la generosità. Wangrin raggiunge un apice di potere e fortuna, venerato quasi come santo dai poveri diavoli e dal popolino, che in lui vede una sorta di Robin Hood, prima di imboccare la strada del tramonto.
Il romanzo è considerato uno dei massimi capolavori della letteratura francofona africana. In esso, Amadou Hampaté Bâ dipinge con grazia il mondo maliano, trascendendo la semplice narrazione e giungendo a farne una parabola del vivere umano. 